# Henri Breuil
Henri Breuil abbé, teljes nevén Henri Édouard Prosper Breuil (Mortain, Manche megye, 1877. február 28. – L’Isle-Adam, Val-d’Oise, 1961. augusztus 14.), katolikus pap, francia archeológus, a paleolitikus művészet első jelentős kutatója.

## Élete

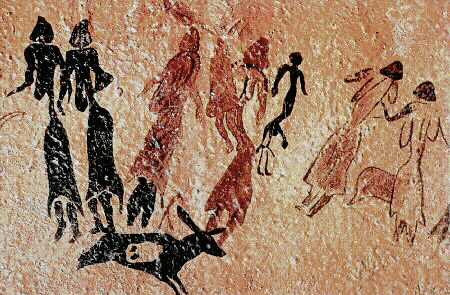
Henri Breuil másolata egy spanyolországi barlangfestményről

Teológiai stúdiumai után 1900-ban szentelték pappá, ami után Issy-les-Moulineaux-ban a katolikus szeminárium természetrajz tanáraként állt munkába.
- 1905–1910 között a Fribourgi Egyetemen tanított őstörténetet és néprajzot.
- 1910–1929 között a Párizsban a Régészeti Intézetben (Institut de Paléontologie Humaine) volt az ősnéprajz professzora;
- 1929-ben nevezték ki a Collège de France őstörténeti tanszékének élére; ezt a posztot 1947-ig töltötte be.
- A második világháború után közel hat évet töltött Afrikában: Rhodéziában, a Dél-afrikai Köztársaságban és Délnyugat-Afrikában tanulmányozta az ősi sziklarajzokat.

## Tudományos munkássága

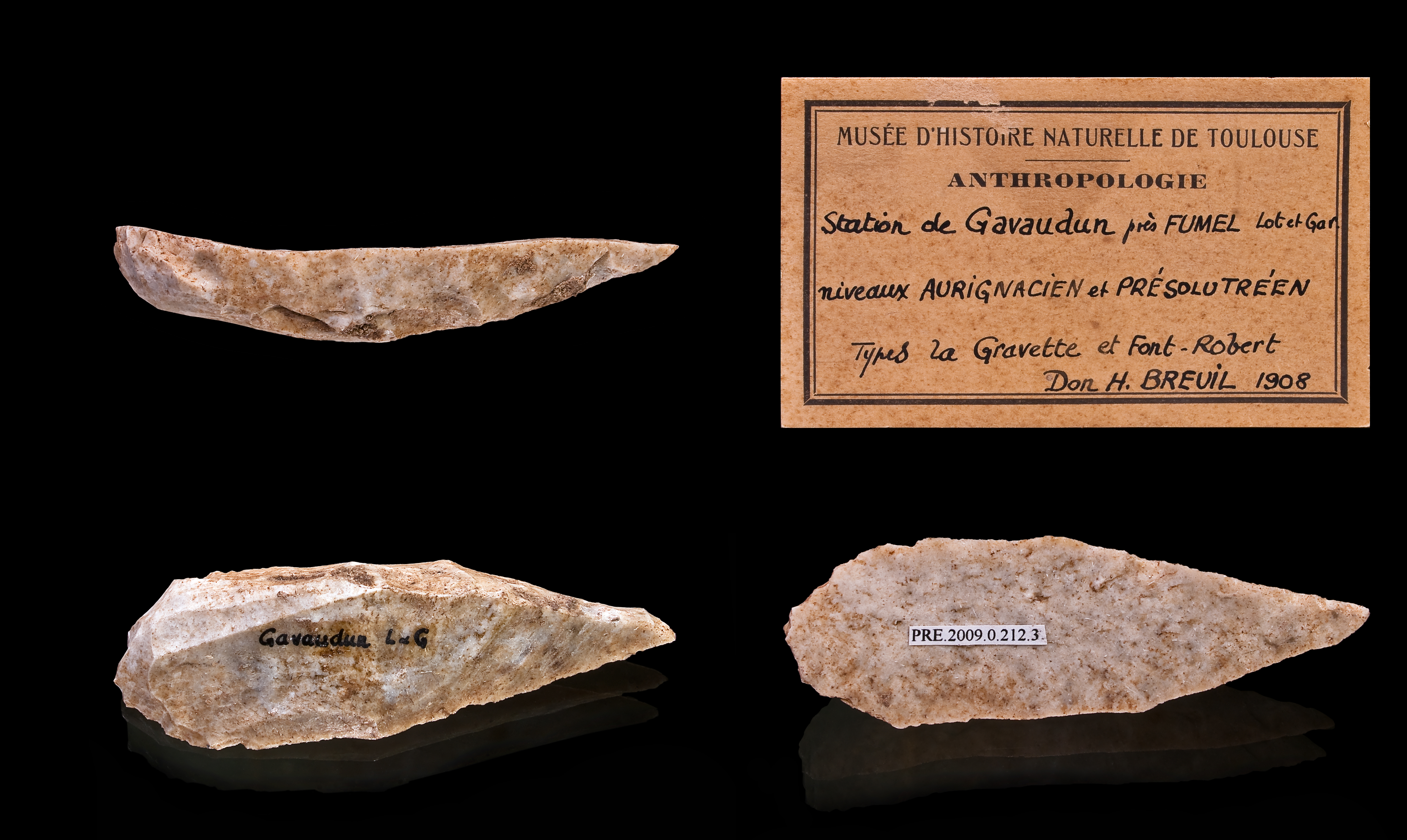
«Grattoir» - Aurignacien - Muséum de Toulouse

Az őskori művészet akkor kezdte érdekelni, amikor szülőföldjén, illetve Párizs környékén megtekintett néhány rézkori lelőhelyet. Már 1901-ben felfedezte Dordogne megyében Combarelles és Font de Gaume sziklarajzokkal díszített barlangjait, és ezután fő tudományos tevékenységévé a barlangi festmények és a sziklarajzok tanulmányozása vált.
Kiválóan rajzolt; többnyire maga másolta le a barlangokban látott képeket. Több száz sziklarajzot, illetve barlangfestményt másolt, illetve írt le Európa és Afrika különböző tájairól – egyebek között a spanyolországi Altamira-barlang képeit is (1908-ban).
A Lascaux-i barlang fölfedezői 1940-ben őt kérték fel a véletlenül fölfedezett barlangban talált állatrajzok tudományos leírására.
A barlangfestészetet két nagy korszakra:
- périgordi iskola
- magdaléni iskola

osztotta fel; ez a beosztása máig érvényes.
Mindig nagy hangsúlyt fektetett mondanivalójának olvasmányos, közérthető kifejtésére, de véletlenül sem próbálta világnézetét a tényekre erőltetni: másolatai, leírásai mindig pontosak, értékelései szabatosak voltak.
Fő műve: A barlangi művészet négyszáz évszázada (1952).